# 二环己基甲烷二异氰酸酯
二環己基甲烷二異氰酸酯或氫化二苯基甲烷二異氰酸酯 (H12MDI or 4,4′-diisocyanato dicyclohexylmethane) ，分子式CH2[(C6H10)NCO]2，是一種脂肪族二異氰酸酯，通常縮寫為HMDI或H12MDI。在室溫下為透明或白色液體。常用於聚氨酯及水性聚氨酯的合成。

## 製造
二異氰酸酯二環己基甲烷通常透過氫化二苯基甲烷二異氰酸酯製得，它也可以通過4,4-二氨基二環己基甲烷的光氣化製備。

## 應用
脂肪族二異氰酸酯因其成本較高，較不常應用於發泡聚氨酯；較常應用於耐刮、防鏽、抗紫外线等特殊應用。在市場上常見以Covestro(前身為拜耳材料公司)商品名Desmodur W 銷售。
它用作製備如异氰酸酯封端的預聚物和其他聚氨酯聚合物）的組成單體。異氰酸酯基團可以在室溫下與含有活性氫的化合物，尤其是胺和多元醇發生加成反應。這種二聚氨酯樹脂具有良好的柔韌性和機械強度及較強耐磨性和耐水解性，並在老化過程中保持光澤和物理性能。
以二環己基甲烷二異氰酸酯製成之樹脂可用於地板、屋頂、維護和黏著劑以及密封劑的塗料。它們應用於塗料、粘合劑、密封劑和彈性體 。
二環己基甲烷二異氰酸酯可與二羥甲基丙酸共聚合，並乳化為穩定的聚氨酯乳液（水性聚氨酯）。